# Maisie Peters
Pour les articles homonymes, voir Peters.
Maisie Hannah Peters (née le 28 mai 2000) est une auteure-compositrice-interprète anglaise originaire de Brighton, en Angleterre.

## Biographie

### Premières années
Maisie Peters naît le 28 mai 2000 d’un père enseignant et d’une mère travaillant dans la communication,. Elle a une sœur jumelle, Ellen.
À l’âge de 8 ans, elle commence à chanter dans des chorales, puis écrit sa première chanson à 9 ans,. Elle en écrit régulièrement dès ses 12 ans. À 15 ans, elle se met à jouer dans les rues de Brighton et publie ses chansons sur YouTube.
Elle a fréquenté la Steyning Grammar School de Steyning, en Angleterre, où elle a gagné le titre de talent de l'année.

### Carrière musicale
En août et décembre 2017, elle publie ses premiers singles Place We Were Made et Birthday en indépendant, avant de signer chez Atlantic Records UK en 2018. Cette signature est suivie par la sortie de plusieurs singles, puis de deux EPs, Dressed Too Nice for a Jacket et It's Your Bed Babe, It's Your Funeral, respectivement en novembre 2018 et octobre 2019,,,. Cette même année, ses singles Favorite Ex et Feels Like This apparaissent dans l'émission Love Island, diffusée sur ITV pendant l'été.
Sa chanson Smile figure sur l'album de la bande originale Birds of Prey: The Album, pour le film Birds of Prey, sorti chez Atlantic Records le 7 février 2020. Ce même mois, Peters est annoncée comme première partie pour la majorité de l'étape européenne du Nice to Meet Ya Tour de Niall Horan. Cette tournée est finalement annulée en raison de la pandémie de Covid-19.
En 2021, Maisie Peters écrit et chante neuf titres pour la bande-son de la deuxième saison de la série originale Apple TV+ Trying. Le 15 juin de cette même année, elle quitte Atlantic Records pour rejoindre le label Gingerbread Man, créé par l’artiste Ed Sheeran. C’est sous ce même label qu’elle publie le 27 août 2021 son premier album, You Signed Up for This. Celui-ci se classe numéro 2 du UK Albums Chart et premier des ventes dans les magasins de disques indépendants britanniques cette semaine-là. Les singles John Hughes Movie et Psycho ont été les premières chansons de l’artiste à entrer dans les charts britanniques.
En 2022, la chanteuse réalise sa première tournée solo, puis rejoint celle d’Ed Sheeran, le +–=÷× Tour, en tant que première partie,. Cette même année, elle publie les singles Cate’s Brother, Blonde, Good Enough et Not Another Rockstar et réalise la chanson Together This Christmas pour la comédie romantique Prime Video Your Christmas Or Mine?,,,.
Le 27 janvier 2023, Peters publie Body Better, qu’elle décrit comme l’une de ses « chansons les plus sincères ». Il s’agit en fait du premier single de son deuxième album, The Good Witch, sorti le 23 juin 2023.

## Style artistique et influences
Maisie Peters a une tessiture de type soprano. Elle qualifie son genre musical d'« Emo Girl Pop », même si elle ne souhaite pas se mettre « dans une case ».
Les paroles de ses chansons sont de manière générale assez narratives et se basent aussi bien sur des expériences personnelles que sur des livres, des films, des séries et des chansons d'autres artistes.
Elle se décrit comme « une immense fan de Taylor Swift ». Parmi ses inspirations, elle a également cité le groupe Girls Aloud, la chanteuse Lily Allen ainsi que Arctic Monkeys, My Chemical Romance, All Time Low et Fall Out Boy,.

## Discographie

### EPs
| Titre                                 | Détails |
| Dressed Too Nice for a Jacket         | - Sortie : 1er novembre 2018 - Label : Atlantic Records UK - Formats : Téléchargement numérique, streaming |
| It's Your Bed Babe, It's Your Funeral | - Sortie : 3 octobre 2019 - Label : Atlantic Records UK - Formats : Téléchargement numérique, streaming    |

### Albums
| Titre                  | Détails | Meilleur classement | Meilleur classement | Meilleur classement | Meilleur classement |
| Titre                  | Détails | RU                  | AUS                 | IR                  | NZ                  |
| ---------------------- | --- | ------------------- | ------------------- | ------------------- | ------------------- |
| You Signed Up for This | - Sortie : 27 août 2021 - Label : Gingerbread Man Records - Formats : CD, vinyle, cassette, téléchargement numérique, streaming | 2                   | —                   | 20                  | —                   |
| The Good Witch         | - Sortie : 23 juin 2023 - Label : Gingerbread Man Records - Formats : CD, vinyle, cassette, téléchargement numérique, streaming | 1                   | 4                   | 7                   | 9                   |

### Bandes-son
| Titre                                                   | Détails                                                                                              |
| ------------------------------------------------------- | --- |
| Trying: Season 2 (Apple TV+ Original Series Soundtrack) | - Sortie : 21 mai 2021 - Label : Atlantic Records UK - Formats : Téléchargement numérique, streaming |

### Singles
| Place We Were Made                                                   | 2017 | —  | —  | —  | —  | Singles non-album                                       |
| Birthday                                                             | 2017 | —  | —  | —  | —  | Singles non-album                                       |
| Worst of You                                                         | 2018 | —  | —  | —  | —  | Singles non-album                                       |
| Best I'll Ever Sing                                                  | 2018 | —  | —  | —  | —  | Singles non-album                                       |
| In My Head                                                           | 2018 | —  | —  | —  | —  | Dressed Too Nice for a Jacket                           |
| Details                                                              | 2018 | —  | —  | —  | —  | Dressed Too Nice for a Jacket                           |
| Stay Young                                                           | 2019 | —  | —  | —  | —  | Singles non-album                                       |
| Favourite Ex                                                         | 2019 | —  | —  | —  | —  | Singles non-album                                       |
| This Is On You                                                       | 2019 | —  | —  | —  | —  | It's Your Bed Babe, It's Your Funeral                   |
| Take Care of Yourself                                                | 2019 | —  | —  | —  | —  | It's Your Bed Babe, It's Your Funeral                   |
| Adore You                                                            | 2019 | —  | —  | —  | —  | It's Your Bed Babe, It's Your Funeral                   |
| Smile                                                                | 2020 | —  | —  | —  | —  | Birds of Prey: The Album                                |
| Daydreams                                                            | 2020 | —  | —  | —  | —  | Singles non-album                                       |
| The List                                                             | 2020 | —  | —  | —  | —  | Singles non-album                                       |
| Sad Girl Summer                                                      | 2020 | —  | —  | —  | —  | Singles non-album                                       |
| Maybe Don't (feat. JP Saxe)                                          | 2020 | —  | —  | —  | —  | Singles non-album                                       |
| John Hughes Movie                                                    | 2021 | 92 | —  | —  | 40 | You Signed Up for This                                  |
| Funeral (feat. James Bay)                                            | 2021 | —  | —  | —  | —  | Trying: Season 2 (Apple TV+ Original Series Soundtrack) |
| Psycho                                                               | 2021 | 57 | 81 | 87 | 20 | You Signed Up for This                                  |
| You Signed Up for This                                               | 2021 | —  | —  | —  | —  | You Signed Up for This                                  |
| Brooklyn                                                             | 2021 | —  | —  | —  | —  | You Signed Up for This                                  |
| Cate's Brother                                                       | 2022 | 62 | 29 | —  | 30 | Singles non-album                                       |
| Blonde                                                               | 2022 | 77 | 83 | —  | 32 | Singles non-album                                       |
| Good Enough                                                          | 2022 | —  | —  | —  | —  | Singles non-album                                       |
| Not Another Rockstar                                                 | 2022 | 97 | 93 | —  | 36 | Singles non-album                                       |
| Together This Christmas                                              | 2022 | 47 | —  | —  | —  | Singles non-album                                       |
| Body Better                                                          | 2023 | —  | —  | —  | 23 | The Good Witch                                          |
| Lost The Breakup                                                     | 2023 | 85 | 90 | —  | 19 | The Good Witch                                          |
| Two Weeks Ago                                                        | 2023 | —  | —  | —  | 36 | The Good Witch                                          |
| "—" indique les titres qui ne se sont pas classés dans cette région. |      |    |    |    |    |                                                         |

## Récompenses et nominations
| Prix                            | Année | Nommé(s)                               | Catégorie                                     | Résultat   | Référence(s) |
| ------------------------------- | ----- | -------------------------------------- | --------------------------------------------- | ---------- | ------------ |
| Hollywood Music in Media Awards | 2021  | Neck of the Woods (saison 2 de Trying) | Meilleure Chanson Originale dans une Série TV | Nomination | [ 40 ]       |